# Хочете — кохаєте, хочете — ні...
«Хочете — кохаєте, хочете — ні…» — радянський художній фільм 1987 року, знятий на кіностудії «Білорусьфільм».

## Сюжет
Катерина давно розлучилася з чоловіком і сама ростить п'ятнадцятирічну дочку Світу. Батьки Катерини давно живуть окремо і тепер кожен потребує її допомоги. Світа не допомагає, а на роботі — одна неприємність за іншою. Але Катерина звикла до важкого життя і потребує не співчуття і допомоги, а в любові. І кохання приходить. А разом з нею і нові труднощі, тому що дочка не бажає терпіти поруч із собою сторонню людину…

## У ролях
- Нійоле Ожеліте — Катерина Зінкевич
- Олексій Булдаков — Артем
- Регіна Лялейкіте — Ольга, політично грамотна учениця
- Галина Макарова — мати Каті
- Павло Кормунін — батько Каті
- Тетяна Мартинова — Світа, дочка Каті
- Анатолій Столбов — Воробей
- Юрій Ступаков — начальник цеху
- Олександр Безпалий — Павло
- Людмила Іванова — квартирна хазяйка
- Петро Юрченков — Капітонов
- Ніна Розанцева — колишня дружина Артема

## Знімальна група
- Режисер — Володимир Колос
- Сценаристи — Олег Ждан, Валентин Черних
- Оператор — Олег Авдєєв
- Композитор — Володимир Кондрусевич
- Художник — Валерій Назаров